# マリオカートシリーズ
マリオカートシリーズ（英: MARIO KART Series）は、任天堂が開発・発売しているマリオシリーズ内のアクションレースゲームシリーズ。2020年時点でマリオカートシリーズの累計の売り上げは全世界で1億5000万本以上を達成。第一作は、1992年8月27日発売の『スーパーマリオカート』。

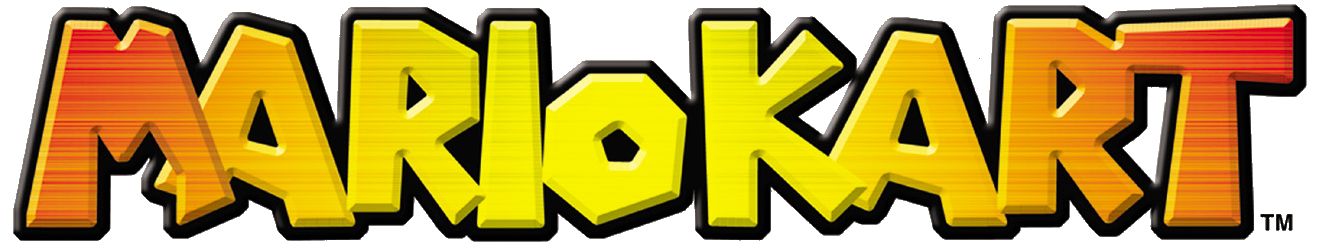
旧ロゴ

## 概要
マリオたちがレーシングカート風の乗り物に乗り込み、マリオシリーズの世界観をモチーフにした多彩なコース（物によっては、他のゲームとのコラボコースもある）で速さを競う。従来のレースゲームと一線を画しているのが、強いアクション性・ランダム性が盛り込まれている点である。また、コース上に多彩なギミックが配置されており、レースを有利に展開するための様々な効用を持つアイテムが入手出来る「アイテムボックス」などの仕掛けが存在している。このアイテムボックスから手に入るアイテムはその時の状況（順位、上位との距離）に応じて種類が異なり、さらにアイテム自体もランダムで決定する。つまり、各プレイヤーの力量に加えて運も最終的な勝敗を大きく分けるシステムになっている。
このため、プレイヤーは単純にどれだけ速く走れるかだけではなく、そのような不確定要素に対処した上で高順位をマークするためのテクニックや戦略を要求される。このシステムによって、ギリギリのコース取りでコンマ1秒を争うようなコアなレースゲームユーザー以外の一般ユーザーにも広く受け入れられ、高い人気を得ている。
『スーパーマリオカート』『マリオカート64』は共に日本国内における各ハードでの最も売れたソフトとなり、『マリオカート7』『マリオカート8』『マリオカート8 デラックス』は全世界における各ハードでの最も売れたソフトになるなど、このシリーズが任天堂ハード普及へ果たす貢献は大きく、キラーソフトの一つとして位置づけられている。2008年に発売された『マリオカートWii』は当時としてはビデオゲーム史上世界で最も販売本数の多いレースゲームとなり、さらに2017年に発売された『マリオカート8 デラックス』はその記録を塗り替えた上に、単一プラットフォームのゲームとしては『Wii Sports』に次ぐ歴代2位の売り上げを記録している。Wii U用に発売された『マリオカート8』で、国内のシリーズ累計販売本数が2000万本を達成した。

## シリーズ一覧
| 1992 | スーパーマリオカート                    |
| 1993 |                                         |
| 1994 | スーパーマリオカート ドキドキレース     |
| 1995 |                                         |
| 1996 | マリオカート64                          |
| 1997 |                                         |
| 1998 |                                         |
| 1999 |                                         |
| 2000 |                                         |
| 2001 | マリオカートアドバンス                  |
| 2002 |                                         |
| 2003 | マリオカート ダブルダッシュ!!           |
| 2004 |                                         |
| 2005 | マリオカートDS                          |
| 2005 | マリオカート アーケードグランプリ       |
| 2006 |                                         |
| 2007 | マリオカート アーケードグランプリ2      |
| 2008 | マリオカートWii                         |
| 2009 |                                         |
| 2010 |                                         |
| 2011 | マリオカート7                           |
| 2012 |                                         |
| 2013 | マリオカート アーケードグランプリDX     |
| 2014 | マリオカート8                           |
| 2014 | マリオカート8 追加コンテンツ            |
| 2015 |                                         |
| 2016 |                                         |
| 2017 | マリオカート8 デラックス                |
| 2017 | マリオカート アーケードグランプリVR     |
| 2018 |                                         |
| 2019 | マリオカート ツアー                     |
| 2020 | マリオカート ライブ ホームサーキット    |
| 2021 |                                         |
| 2022 | マリオカート8 デラックス コース追加パス |
| 2023 |                                         |
| 2024 |                                         |
| 2025 | マリオカート ワールド                   |

### 家庭用
| タイトル                             | 発売日         | 対応機種                    | 売上本数 | 売上本数 |
| ------------------------------------ | -------------- | --------------------------- | -------- | -------- |
| スーパーマリオカート                 | 1992年8月27日  | スーパーファミコン          | 382万本  | 876万本  |
| マリオカート64                       | 1996年12月14日 | NINTENDO 64                 | 224万本  | 987万本  |
| マリオカートアドバンス               | 2001年7月21日  | ゲームボーイアドバンス      | 94万本   | 591万本  |
| マリオカート ダブルダッシュ!!        | 2003年11月7日  | ニンテンドー ゲームキューブ | 87万本   | 695万本  |
| マリオカートDS                       | 2005年12月8日  | ニンテンドーDS              | 402万本  | 2360万本 |
| マリオカートWii                      | 2008年4月10日  | Wii                         | 383万本  | 3738万本 |
| マリオカート7                        | 2011年12月1日  | ニンテンドー3DS             | 308万本  | 1899万本 |
| マリオカート8                        | 2014年5月29日  | Wii U                       | 143万本  | 846万本  |
| マリオカート8 デラックス             | 2017年4月28日  | Nintendo Switch             | 882万本  | 6886万本 |
| マリオカート ライブ ホームサーキット | 2020年10月16日 | Nintendo Switch             | 21万本   | 173万本  |
| マリオカート ワールド                | 2025年6月5日   | Nintendo Switch 2           | 118万本  | 563万本  |

### スマートフォン向けアプリ
| タイトル            | 配信日        | 対応機種     |
| ------------------- | ------------- | ------------ |
| マリオカート ツアー | 2019年9月25日 | iOS、Android |

### アーケードゲーム
| タイトル                            | 稼働日         | メーカー                           |
| ----------------------------------- | -------------- | ---------------------------------- |
| スーパーマリオカート ドキドキレース | 1994年         | バンプレスト                       |
| マリオカート アーケードグランプリ   | 2005年12月中旬 | ナムコ                             |
| マリオカート アーケードグランプリ2  | 2007年3月中旬  | バンダイナムコゲームス             |
| マリオカート アーケードグランプリDX | 2013年7月25日  | バンダイナムコゲームス             |
| マリオカート アーケードグランプリVR | 2017年7月14日  | バンダイナムコエンターテインメント |

## アトラクション
マリオカート 〜クッパの挑戦状〜
ユニバーサル・スタジオ・ジャパンおよびユニバーサル・スタジオ・ハリウッドにある本作をモチーフにしたライド型アトラクション。

## プレイヤーキャラクター
シリーズによって差異はあるものの、基本的に各キャラクターごとに軽量級・中量級・重量級に分類されており、それぞれ性能も異なっている。また、複数台ある中からマシンを選択出来る作品では乗れるマシンの種類、固有アイテムが存在する作品では使用出来る固有アイテムの種類がキャラクターによって異なる場合がある。

## ゲームモード
『スーパーマリオカート』から『マリオカート ワールド』までのメインタイトルに共通するゲームモードとして、以下の4種類が存在する。名称は作品によって異なるが、基本的な内容は同じである。
グランプリ
コンピュータが操作するマシンと4つのコースからなるカップを走り総合順位を競うモード。作品によっては複数人でのプレイに対応している。
クラスは「50cc」「100cc」「150cc」の3種類があり、数字が大きくなるほど、カートの速度とコンピュータの強さが上がっていく。また、条件を満たすとコースが左右反転する「ミラー」が追加される。

タイムアタック
コースを1台のみで走行し、タイムを競うモード。他のモードとは異なり、レース開始時点で所持している「トリプルダッシュキノコ」以外のアイテムは出現せず、純粋にプレイヤーのテクニックでタイムを競う。プレイヤーはコースごとに自分の走りを再現したゴーストを記録できる。『ダブルダッシュ!!』以降の作品では、スタッフの走りを再現した「スタッフゴースト」が収録されている。

VSレース
複数のプレイヤーでコースを走り、相手より先にゴールすることを目指すモード。『DS』からは1人でも遊べるようになり、作品によってはクラス、コンピュータの強さ、出現するアイテム、チーム戦などのルールを細かく設定することができる。

バトル
専用のコースを走りながら、普段のレースとは異なる特殊なルールで競うモード。アイテムでライバルを攻撃して風船を割りあう「ふうせんバトル」、コース上に散らばったコインを集める「あつめてコイン」などが存在する。

## コース
『スーパーマリオカート』では広く平坦な土地にサーキットだけがあるコースが大半であったが、『64』以降はオーソドックスなサーキットコース以外にも市街地・高速道路といった都会的なものや、逆に手付かずの自然の中を走るコースなど、非常に多彩になっている。マリオシリーズの他の作品をフィーチャーしたものや、クリボーやパックンフラワーなどの妨害キャラクターが登場するものもある。
家庭用版（『ライブ ホームサーキット』を除く）では4コースをひとまとめにして一つのカップが構成され、「キノコカップ」、「フラワーカップ」、「スターカップ」、「スペシャルカップ」の4つのカップが用意されている。中でも「マリオサーキット」、「クッパキャッスル」、「レインボーロード」は全ての作品に登場しており、一部作品を除いてマリオサーキットはフラワーカップ、クッパキャッスルとレインボーロードはスペシャルカップの第3コース・最終コースとされるのが恒例となっている。
また、『DS』以降では過去作のコースが再収録されており、こちらも「こうらカップ」、「バナナカップ」、「このはカップ」、「サンダーカップ」の4つのカップがあり、4コース×4カップで編成されている。コースによっては、構造や周回数が過去作から変わっているものもある。
『8』では「追加コンテンツ」として4カップを有料で追加できる。このダウンロードコンテンツでは、『ゼルダの伝説』や『どうぶつの森』など任天堂の他のゲームシリーズとコラボしたコースも登場している。『8 デラックス』ではこれらのコースが初めから収録されているうえ、「コース追加パス」として2023年末までに12カップを有料配信した。
『ワールド』では従来とは異なるオープンワールドになり、世界各地に点在するコースと、それぞれのコースの間を繋ぐ道中でレースが行われる形になった。
アーケード版では各カップごとに2コースで編成され、グランプリでは1コースで条件の異なるレースが2回ずつ行われる。

## アイテム
本節では家庭用版のアイテムのシステムについて解説する。『ツアー』のシステムの詳細に関してはマリオカート_ツアー#アイテムを参照。
アイテムは使用者にとって直接的に有益なものと、ライバルを妨害する形で作用するものに大別され、前者にはカートを加速させる「ダッシュキノコ」や一定時間無敵になる「スーパースター」「キラー」、後者には前後に射出したりコース上に設置したりして接触したカートをクラッシュあるいはスピンさせる「ミドリこうら」「アカこうら」「バナナ」、ライバル全体に作用して走行妨害する「サンダー」「ゲッソー」などが存在し、プレイヤーは数十種類の多彩なアイテムを駆使して1位を目指すことになる。
アイテムはコース上にある「アイテムボックス」を通過すると入手できる。各アイテムの出現率は「現在の順位」によって変化し、順位が低いほど強力なアイテムが出やすくなる。ただし、一部の作品では特定のアイテムしか出現しない特殊なアイテムボックスが部分的に配置されているコースも存在する。
『スーパー』『アドバンス』および『7』以降の作品ではアイテムボックスとは別にコース上に「コイン」が設置されている。コインを拾うと取得上限まで段階的にスピードアップするが、「コースアウト」「アイテム攻撃」などで数枚のコインを失う。
『ダブルダッシュ!!』および『8 デラックス』以降では、一度に2つのアイテムをストックできる。これらの作品では、一度に2つアイテムが手に入る「ダブルアイテムボックス」も登場する。
『8』以降ではアイテムを装備している状態でもストックを消費せず、一部のアイテムは自動的に装備される。また、「キラー」を除く即時消費でない時間制限があるアイテムを使うと、残り時間を示すメーターが表示されるようになった。

## 特殊な操作方法
ミニジャンプ（『ダブルダッシュ!!』以外）
ボタンを押す等の操作により飛び上がる。マリオシリーズでは当然のアクションでマリオカートシリーズでも恒例となっているが、レースゲームとしては（ジャンプ台等を使わない）能動的なジャンプは特殊なものにあたる動作であり、ジャンプによるコース穴の回避やショートカット、後述するドリフト、ミニターボといった様々な操作のトリガーにもなっている。
ロケットスタート
スタート前のシグナル点灯時に、特定のタイミングからアクセルボタンを押し続けると、スタートと同時に加速パネルやキノコアイテムと同等のダッシュが発動する。ただし、ボタンを押しすぎるとエンジンストールやスリップを起こしタイムロスとなってしまう。
『ダブルダッシュ!!』ではスタートとほぼ同じタイミングでボタンを押すことで発動する。タッグプレイでは2人のタイミングが合うと「ダブルダッシュ」となり、更に効果を発揮するがタイミングが非常にシビア。
『DS』以降ではロケットスタートに成功すると、ボタンを押していた時間に応じた分だけ最高速を保てる。
エンジンブレーキ
アクセルを離すと、徐々にスピードが落ちていく。ブレーキを使わずにコーナーを曲がる場合等に利用される。
スリップストリーム（『スーパーマリオカート』『アドバンス』以外）
現実にも存在する、前を走るライバルの真後ろに入ることで空気抵抗をなくして加速するテクニック。真後ろに付くと風を切るエフェクトが現れ、それをしばらく続けると一定時間急加速できる。ただし、敵カートの真後ろにいるため、攻撃の格好の的になる。
正確には『DS』からできるようになったアクションだが、実際は『64』『ダブルダッシュ!!』にも存在している。
ドリフト
コーナーを曲がる時にタイヤを横滑りさせることで、スピードを落とさずにカーブを走るテクニック。グリップ走行では曲がりきれない急カーブも曲がれるが、キャラクターやマシンのセッティングごとに効果や制御に違いがあるため、発動タイミングには注意を要する。
『スーパーマリオカート』ではミニジャンプなしでもドリフト可能で、ボタンの使い方も他のシリーズと少々異なる。
『Wii』では、深くハンドルを切ると後述のミニターボは出ないものの自動的にドリフトが発動する「オートドリフト」と、従来通りだがグリップ走行では曲がりづらくなる「マニュアルドリフト」から操作方法を選べる。『8 デラックス』においては、長時間深くハンドルをスティック操作のみで入れ続けることでもターボを貯めることができる。
『7』ではオートドリフトとマニュアルドリフトが統合され、『スーパーマリオカート』の仕様にやや近くなっている。
『Wii』『8』『8 デラックス』における一部のバイクは、ドリフト時に滑ることなくインに切れ込むハングオンタイプとなっている。
ミニターボ
特定の操作を行った後にドリフトを解除すると、一時的にスピードが上がる現象。発動時間はマシンの性能により異なる。
『スーパーマリオカート』『アドバンス』ではドリフトを一定時間以上続けることで、一定時間後に発動する。ただし、この間に再度ハンドリングやドリフトを行った場合は発動しない。
『64』『ダブルダッシュ!!』『DS』ではドリフト中にカーブの方向と逆にハンドルを切り、すぐに戻す操作を行うと煙や火花が出たり、色が変わったりする。この操作を2回行った後にドリフトを解除することで、ミニターボが発動する。
『Wii』以降では急なドリフトを行う時間が長いほど、発動が早くなる。青色の火花が出てからさらにドリフトを続けると火花がオレンジ色（黄色）に変わり、ここでドリフトを解除すると発動時間が長い「スーパーミニターボ」が出せる。
『8 デラックス』『ツアー』では、オレンジ色の火花が出ている状態でさらに長時間ドリフトを続けると火花が紫色に変わり、ここで解除するとスーパーミニターボよりも発動時間が長い「ウルトラミニターボ」が出せる。
『DS』ではロケットスタートの瞬間からミニターボを発動し続けると、ミニターボの加速が切れない限り路肩に入ってもスピードが落ちない。
カウンター
ドリフト解除時、そのままだと遠心力によってカートが外側に膨らんでしまう。この時、ドリフト解除直後にジャンプしたり、ドリフトボタンを押したまま逆ハンドルを切ったりすると解消できる。
緊急回避（『スーパーマリオカート』『64』『アドバンス』『DS』）
150ccクラスなどカートのスピードが速く、左右のハンドルのでの回避が難しい時、ハンドルを切るとき軽くジャンプすることにより横っ飛びする形で回避できる。『スーパーマリオカート』のチョロプーや『アドバンス』のテレサを振り払う時には、これを応用したボタン連打が有効。
スピンターン（『64』以降）
停止時にアクセル+ブレーキボタン同時押し（『ダブルダッシュ!!』ではL・Rボタン同時押し+Aボタン）でハンドルを切ると、その場でカートが回転するため緊急回避に利用できる。ロケットスタートと組み合わせることで、スタート直後に別方向にダッシュもできるが、これは特に『64』以降のバトルモードにおいて重要で、当たり負けでも風船を失う軽量級のキャラがスタート直後のライバルの体当たり攻撃を避けるテクニックとして重宝する。
『Wii』ではスピンターンを続けるとミニターボを発動できる。『8』『8 デラックス』ではスピンターンをしている間でも少しずつ前に進む。
ジャンプアクション（『Wii』以降）
ジャンプ台に乗ったときや一部の足場などから飛び出した時に、特定の操作をするとジャンプアクションを行い、着地時に一時的にダッシュする｡
『ツアー』では自動的に行われる｡
ウィリー（『Wii』）
バイク搭乗時にある程度スピードに乗った状態でWiiリモコンを振り上げる（または十字ボタン↑を押す）とウィリー走行を行い、一定時間最高速度が上昇する。ただしウィリー走行中は殆ど曲がれず、壁やライバルのマシンに接触するとバランスを崩して失速してしまう。
『8』『8 デラックス』ではバイクがダッシュキノコ等で加速した際の演出でのみ登場。
ジャンプターン（『ダブルダッシュ!!』以外）
停止時にハンドルを切りながらジャンプすると、同時に方向転換が可能。バック機能のない『スーパーマリオカート』では特に効果的。
立ち直り（『64』『アドバンス』）
スリップする寸前に、ブレーキをかけるとすばやく立ち直る。
急スタート（『64』）
カートが転倒した時（または停止時）などアクセルボタンを2回、または4回連打してから加速すると通常より2倍の速さで加速できる。
ジュゲムダッシュ（『64』『アドバンス』『ダブルダッシュ!!』『DS』『Wii』『7』『ワールド』）
コースアウトするとジュゲムに吊り上げられるが、その際に特定のタイミングでアクセルボタンを押すと着地と同時にダッシュができる。タイミングは難しいが、成功すればリカバリーになる。
『64』『アドバンス』ではアクセルボタンを押しすぎるとエンジンストールを起こしてしまう。
『ダブルダッシュ!!』『DS』『Wii』『7』『ワールド』ではジュゲムが途中でキャラを落とす都合上、着地した瞬間にアクセルボタンを押すと発動する。
バック（『64』以降）
カートが停止時、ブレーキボタン（『64』『アドバンス』では↓+B）を押すとバックする。目の前に障害物があった時や、壁に直撃してアクセルだけでは身動きが取れない場合に使える技。
アイテム奪取（『ダブルダッシュ!!』）
ミニターボ発動・キノコダッシュ・スター無敵中は、接触したライバルからアイテムを奪える。また、『ダブルダッシュ!!』のタッグプレイ時では後ろのプレイヤーも、LまたはRボタンを押してライバルに接触してアイテムを奪う「スライドアタック」が使用可能。
Uターン（『8』『8 デラックス』）
『8』ではドリフト中にアクセルボタンを離す、『8 デラックス』では走行中にアクセルボタン+ブレーキボタンを押しながらハンドルを切るとUターンができる。バトルのみのテクニックであり、レースでは使用できない。
スピンターボ（『8』『8 デラックス』）
反重力中にライバルやオブジェクトにぶつかることでスピードアップする。
ドリフトブレーキ（『8』『8 デラックス』）
ドリフト中にブレーキをかけるとスピードを落としてコーナーを曲がることができる。特にスピードが極端に速い200ccでは重要なテクニックとなる。
クラクション（『アドバンス』『8』『8 デラックス』）
演出としてのみ存在する要素。特にレースで有利になったりすることはない。『アドバンス』ではSELECT、『8』『8 デラックス』ではアイテムを所持していない時にLボタンを押すと鳴らすことができる。『DS』『Wii』では能動的に鳴らすことはできないが、他のカートと接触した時に相手のキャラが鳴らすことがある。
チャージジャンプ（『ワールド』）
まっすぐ走りながらRボタンを長押しすることでチャージし、ボタンを離すことで高くジャンプする。障害物を飛び越えることや、電線や柵などのレールに飛び乗ることに利用される。また、壁に向かって発動することで一定時間壁を走ることができるようになる。

## サウンドトラック
| タイトル                                   | アーティスト | 発売日        | 規格品番   | レーベル                     |
| ------------------------------------------ | ------------ | ------------- | ---------- | ---------------------------- |
| マリオカート64 オリジナルサウンドトラック  |              | 1997年9月19日 | PCCG-00419 | ポニーキャニオン             |
| マリオカートWii プレミアムサウンドトラック |              | 2011年12月    | 非売品     | 任天堂（クラブニンテンドー） |
| マリオカート8 オリジナルサウンドトラック   |              | 2015年6月     | 非売品     | 任天堂（クラブニンテンドー） |

## 備考
- 『マリオカートDS』は世界初のニンテンドーWi-Fiコネクションに対応したタイトルである。
- パーティゲーム性が人気の高さというのは「概要」でも述べたが、宮本茂はさらに「『マリオカート』は基本的にコミュニケーションゲームで、レースでなくてもいい」というコメントをしたことがある[9]。
- アイテムルーレットは、『スーパーマリオカート』の任天堂公式ガイドブックに掲載された記事によると、パチスロをモチーフとして作られているという。
- 過去には『スーパーマリオカート パーフェクトビデオ』、『マリオカート64 パーフェクトビデオ』（発売元：パイオニアLDC）というテクニックや裏ワザを収録した攻略ビデオも存在した。
- 芸能関連で本シリーズが題材とされた例もある。
  - 陣内智則が車のコントでマリオカートを使用したこともある（カーナビ、自動車教習所等）。また、無敵の音楽も使用している。
  - ザ・プラン9の1人である浅越ゴエの持ちネタである単独コント「しっくりこないニュース」でマリオ関連のネタをしばしば取り上げることがある。
  - TBS系『水曜日のダウンタウン』では「ゲーム×現実 ミックス企画」として『マリオカート8』のコースと実際のカートのコースを交互に1周ずつする「ミックスカート」なる対決企画が行われた。編集で実際のカートに乗っているシーンもマリオカート風の演出が行われた。2016年4月20日の放送ではバカリズムと小林可夢偉が[10]、同年6月15日の放送では高橋名人と片山右京が対決している[11]。
  - テレビ朝日系『テレビ千鳥』にて、「マリオカートをやりたいんじゃ!!」（2020年6月23日放送）というタイトルで『マリオカート8 デラックス』をプレイした[12]（なお、ノブはルイージの格好をしてプレイしている[13]）。
- 自動車レースのフォーミュラEでは、2018 - 2019シーズンより本シリーズを参考にしたという「アタックモード」が導入される[14]。
- テレビドラマでも数は少ないものの、日本テレビ系ドラマ「夢をかなえるゾウ」（単発ドラマ「男の成功篇」）、テレビ朝日系ドラマ「相棒 Season14」（7話「キモノ綺譚」）で本ゲームをプレイするシーンがある。

## 著作権・商標問題など
東京都内の企業『株式会社MARIモビリティ開発』（旧社名・株式会社マリカー）は、観光客向けにマリオの衣装を貸し出してのツアーを実施するなどしているが、このサービスに対し任天堂は、サービス自体が著作権侵害である上、マリオカートの略称である『マリカー』を無断使用しているなどとして、同社に1000万円の支払いを求め、東京地方裁判所に提訴した。2018年9月27日、東京地裁は任天堂の請求通りMARIモビリティ開発に対し1000万円の支払いを命ずる判決を下した。
また、同社は、旧社名のマリカー社時代に『マリカー』の呼称について、特許庁へ商標を申請し、2016年6月に商標登録された。これに対し任天堂は、「当社ではゲームの呼称を略して表記することがあり、商標がゲームとの誤認や混同を意図するものだ」などとして特許庁に異議を申し立てたが、特許庁は「『マリカー』の呼称は広く浸透しているとは認められない」として却下したが、2019年5月30日の中間判決では、「マリカー」「Maricar」等の使用が不正競争行為に該当することが認められた他、マリオ等のキャラクターのコスチュームを貸与する行為等も同様に不正競争行為に該当することが認められた。任天堂は同社に対し、任天堂の標章の使用を禁止し、営業上の施設、広告宣伝物、カート車両から削除することや、使用しているドメイン名、ドメイン登録の抹消などが命じられ、賠償金は1000万円から5000万円へ増額された。2020年1月29日、知財高裁はMARIモビリティ開発に対し、5000万円の損害賠償金の支払いと不正競争行為の差止等を命じる終局判決を下した。同年12月24日、最高裁判所が本件を上告審として受理しない決定を下したことで任天堂の勝訴が確定した。